# Seeschlacht bei Marbella
Carpi – Chiari – Cremona – Kaiserswerth – Lüttich – Landau (I) – Luzzara   – Santa Marta – Cádiz – Venlo – Friedlingen – Vigo – Schmidmühlen – Bonn – Krottensee – Ekeren – Höchstädt – Landau (II) – Speyerbach – Schellenberg – Gibraltar – Höchstädt – Vélez-Málaga – Landau (III) – Marbella – Cassano – Barcelona – Sendlinger Mordweihnacht – Aidenbach – Calcinato – Ramillies – Turin – Castiglione – Santa Cruz de Tenerife – Almansa – Kap Béveziers – Toulon – Lizard Point – Lille – Oudenaarde – Gent – Malplaquet – Mons – Almenar – Saragossa – Syrakus – Villaviciosa – Rio de Janeiro – Denain – Landau (IV) – Barcelona – Freiburg

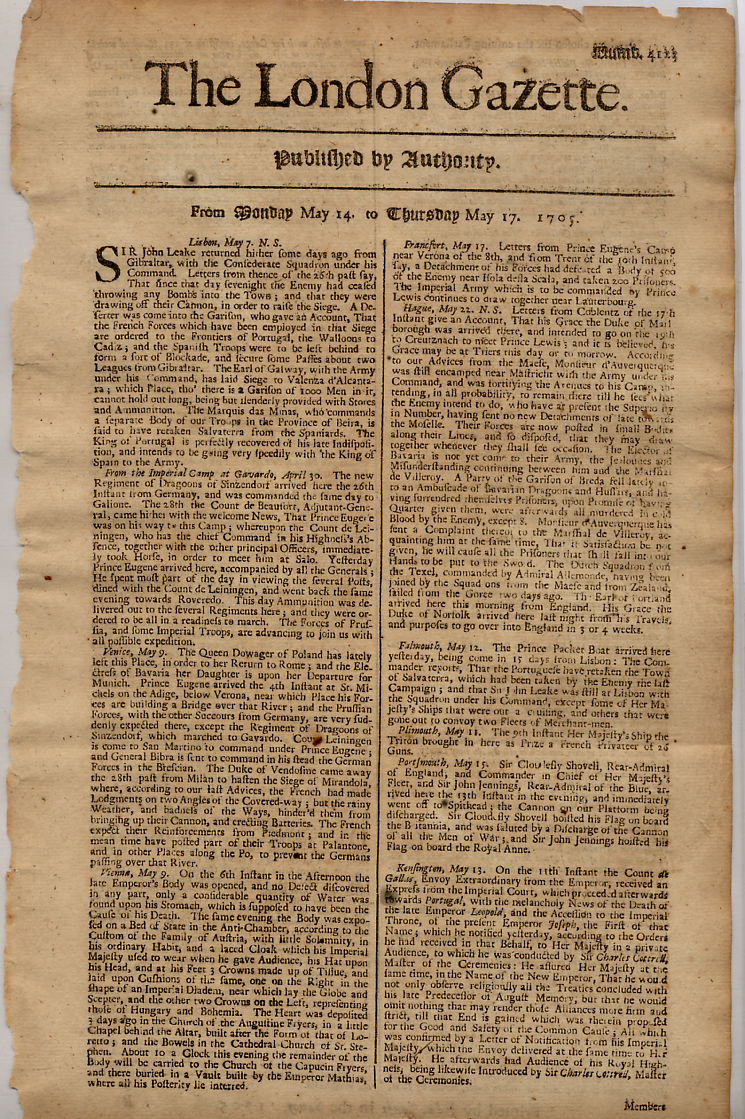
Die London Gazette vom 14.–17. Mai 1705 beschreibt die Rückkehr von Leake aus Gibraltar nach der Schlacht.

Die Seeschlacht vor Marbella, auch: Seeschlacht bei Cabrita (spanisch auch: batalla de Punta Cabrita) war eine Seeschlacht, die am 21. März 1705 vor der Küste der spanischen Stadt Marbella ausgetragen wurde. Eine spanisch-französische Marineeinheit unter dem Kommando von Jean-Bernard de Pointis stand dem englischen Geschwader von John Leake gegenüber, das mit dem Entsatz der belagerten Festung Gibraltar beauftragt worden war.

## Vorgeschichte
Am 3. August 1704 war den Alliierten, bestehend aus dem Königreich England (bzw. Großbritannien), dem heiligen Römischen Reich, der spanischen Habsburgermonarchie und Portugal die Einnahme von Gibraltar für Erzherzog Karl von Habsburg gelungen. In der Folge wurde die Stadt von Truppen des bourbonischen spanischen Königs Philipp V. und von mit diesem verbündeten französischen Einheiten über Monate bis ins Jahr 1705 hinein von der Land- und Seeseite her belagert. Ein erster französischer Invasionsversuch über See scheiterte in der Schlacht bei Vélez-Málaga am 24. August 1704.
Im Januar 1705 erteilte Philipp V. von Spanien erneut den Befehl, die Stadt zurückzuerobern, und übergab Marschall Tessé das Kommando über die Landtruppen. Tessé war sich jedoch darüber im Klaren, dass Gibraltar niemals zurückerobert werden würde, solange die Alliierten den Seezugang dazu hielten. Er befahl Baron de Pointis, einem französischen Lieutenant-général (Vizeadmiral) im Dienste des bourbonischen Spaniens, die Stadt zusätzlich mit einer Flotte von insgesamt 18 Linienschiffen auch von der Seeseite her zu belagern.
Auf der Seite der Alliierten war nach dem Abzug von Admiral Rooke ein starkes Geschwader der Royal Navy zur Sicherung Gibraltars unter dem Kommando von Konteradmiral John Leake vor Ort verblieben. Leake kehrte gerade von der Versorgung im Hafen von Lissabon ins Mittelmeer zurück, als Prinz Georg von Hessen-Darmstadt sein Geschwader zur Unterstützung anforderte. Leake versammelte sein Geschwader und verfügte im Vorwege der Schlacht über ein Geschwader aus 23 britischen, vier niederländischen und acht portugiesischen Schiffen unterschiedlicher Größe.
Angesichts dieser drohenden Übermacht bat Pointis bereits am 17. März Marschall Tessé um Erlaubnis, in Toulon Schutz suchen zu dürfen. Er erhielt jedoch den Befehl, in der Bucht zu bleiben. Das Wetter im März war ungünstig, und die französischen Einheiten konnten keine Versuche zur Unterstützung der Belagerung Gibraltars unternehmen. Vom 18. bis 20. März wurde die französische Flotte in der Bucht von Gibraltar zudem von einem heftigen Sturm heimgesucht. Bei mehreren Schiffen rissen die Ankerketten und sie trieben aus der Bucht, sodass für Pointis letztlich nur noch fünf Schiffe, die Magnanime (74 Kanonen), die Lys (86 Kanonen), die Ardent (66 Kanonen), die Arrogant (60 Kanonen) und die Marquis (66 Kanonen) in der Bucht verblieben.

## Die Schlacht
Leakes Flotte erreichte die Meerenge am späten 20. März und ging während der Nacht vor Anker. Am nächsten Morgen, gegen 5:30 Uhr – das Geschwader befand sich zwei Meilen vom Punta Cabrita entfernt – wurden die fünf verbliebenen französischen Schiffe beim Verlassen der Bucht von Algeciras beobachtet.
Sie steuerten zunächst südlich auf die nordafrikanische Küste zu, nahmen aber, als sie merkten, dass die alliierten Schiffe sich näherten, nordöstlichen Kurs auf die spanische Küste.
Um 9 Uhr morgens gelangte Sir Thomas Dilkes mit der Revenge, der Newcastle, der Antelope und einem niederländischen Kriegsschiff bis auf Schussweite an die Arrogant heran, die nach leichtem Widerstand die Flagge strich.
Noch vor 13 Uhr zwangen zwei niederländische Schiffe die Ardent und die Marquis zur Aufgabe;
Magnanime und Lys wurden westlich von Marbella an Land getrieben. Die Magnanime, auf der De Pointis seine Flagge führte, lief mit so großer Wucht auf Grund, dass alle Masten über Bord gingen. Die Franzosen steckten daraufhin Magnanime und Lys in Brand, um zu verhindern, dass sie in feindliche Hände fielen.
Der Rest des französischen Geschwaders war durch einen Sturm von seinem Ankerplatz getrieben worden und hatte in der Bucht von Málaga Schutz gesucht. Sie lösten nun ihre Ankertaue und machten sich auf den Weg nach Toulon.

## Nachwirkungen
Marschall de Tessé gab infolge dieser katastrophalen Entwicklung die Belagerung Gibraltars auf und beschränkte sich auf eine Blockade. Bis zum 31. März zog er den Großteil seiner Truppen ab. Pointis schied nach dieser Schlacht aus dem aktiven Dienst aus und starb am 24. April 1707 im Alter von 62 Jahren in seinem Landhaus in Champigny.
Leake hatte nicht nur einen bemerkenswerten Sieg errungen, sondern Gibraltar auch vor einem Angriff bewahrt und sein ohnehin schon hohes Ansehen gefestigt.